# クーリッジ効果
生物学と心理学でいうクーリッジ効果（クーリッジこうか、英: Coolidge effect）は、哺乳類のオス（限定的だがメスの場合も）が、新しい受容可能な性的パートナーと出会うと性的欲求を回復させる現象を指し、これは既に馴染みの性的パートナーとの性交渉が絶えた後にも起こる。

## 語源
「クーリッジ効果」という言葉は行動神経内分泌学者のフランク・A・ビーチが1955年に著書で言及したのが初出であり、彼の学生のうちの一人が心理学の研究会でこの言葉を提案してくれたのだという。彼はこの新語の元ネタを以下に求めている。
この小噺は、1978年の『愛の新しい見方』（エレイン・ハトフィールド、G・ウィリアム・ウォルスタ共著、75頁）に、より古い出典（第5章、脚注19）を引いて紹介されている。

## 実験による裏付け
ラットを用いた最初の実験内容は次のようなものである。閉じた大きな箱の中に、一匹のオスが4-5匹の発情中のメスと共に置かれる。オスは直ちに全てのメスと繰り返しつがって、疲れ果てるまで続ける。そうなるとメスたちがオスを小突いたり舐めたりしても、オスは反応しなくなる。ここで別の新しいメスを箱の中に入れると、オスは我に返り、その新しいメスと今一度つがい始める。この現象はラットに限ったものではない。クーリッジ効果は、ドーパミンの分泌増加が動物の大脳辺縁系に作用することで引き起こされる。
クーリッジ効果は通常、オスに見られる。要するに、オスは新しいメスに対して興奮の回復を示す。レスターとゴルザルカは、メスにもクーリッジ効果が起こるのか否かを見極めるため新しい実験モデルを考案した。ラットの代わりにハムスターを使った彼らの実験によると、オスほどではないもののメスにもクーリッジ効果が見られることが分かった。

## 雌雄同体の場合
雌雄同体の種におけるクーリッジ効果に焦点をあてた2007年の研究によると、淡水カタツムリであるヨーロッパモノアラガイにクーリッジ効果が見られることが分かった。同じく雌雄同体である淡水カタツムリの Biomphalaria glabrata では、パートナーの新しさによる性的な面での効果は見られず、この種にはクーリッジ効果は無い、あるいはそれぞれの性に関する効果の発現に差異は無いという結論となった。